# Руссель, Жерар
Жера́р Руссе́ль (фр. Gérard Roussel; 1500—1555) — французский проповедник, один из главных деятелей протестантизма во Франции.

## Биография
Ученик Лефевра д’Этапль, он был духовником Маргариты Наваррской и, оставаясь, подобно ей, католиком по форме, являлся образцом идеального пастыря, склонившегося к Реформации не из-за её догматов, но из-за её духа — «исправления жизни посредством живой и теплой веры, которая восстанавливает сердца и порождает милосердие». Назначенный в 1536 году епископом Олеронским, он подвергся жестокому осуждению со стороны Кальвина, порицавшего его (в «Epitre sur le devoir d’un homme chrestien en l’administration ou réjection des bénéfices de l’Eglise papale») за принятие католического епископского сана. Однако Руссель не отказался от обязанностей епископа и проповедью на народном языке, заботой о воспитании детей, вниманием к пастве в короткое время добился поднятия культуры в довольно дикой тогда Наварре. Упав, во время проповеди, с кафедры, подрубленной одним фанатиком, Жерар вскоре умер. Его убийца был оправдан бордосским парламентом, а сын убийцы, «в награду за благочестивое и прекрасное деяние отца», назначен на место Русселя. 
Труды Русселя: «Boëtìi arithmetica» (1521), «Aristotelis moralia magna» (1522), «Familière exposition du Symbole, de la loi et de l’Oraison dominicale» (манускрипт парижской библиотеки).